# After Burner
Pour les articles homonymes, voir Afterburner.
After Burner (アフターバーナー) est une série de jeux vidéo d'action de type shoot 'em up issue de la franchise du même nom, créée par Yū Suzuki et éditée par Sega.
Elle a été initialement développée par Sega-AM2.

## Liste de jeux
- 1987 - After Burner
- 1987 - After Burner II
- 1991 - After Burner III
- 2006 - After Burner Climax
- 2007 - After Burner: Black Falcon